# Европско првенство у кошарци за жене 1938.
Прво Европско првенство у кошарци за жене 1938. је одржано у Риму у Краљевини Италији од 12. до 17. октобра 1938. године у организацији ФИБА.
Учествовало је пет репрезентација. Играло се у једној групи по једноструком лига систему (свако са сваким по једну утакмицу).

## Земље учеснице
- Француска
- Италија
- Литванија
- Пољска
- Швајцарска

## Резултати
| Датум       | 1. екипа  | Резултат | 2. екипа   |
| ----------- | --------- | -------- | ---------- |
| 12. октобар | Италија   | 34 : 18  | Француска  |
| 12. октобар | Пољска    | 24 : 21  | Литванија  |
| 13. октобар | Француска | 43 : 18  | Швајцарска |
| 13. октобар | Литванија | 23 : 21  | Италија    |
| 14. октобар | Италија   | 27 : 19  | Пољска     |
| 14. октобар | Литванија | 28 : 10  | Швајцарска |
| 15. октобар | Пољска    | 36 : 6   | Швајцарска |
| 15. октобар | Литванија | 20 : 14  | Француска  |
| 16. октобар | Пољска    | 28 : 10  | Француска  |
| 16. октобар | Италија   | 58 : 8   | Швајцарска |

## Табела
| #      | Репрезентација | Одиг. | Поб. | Пор. | КД  | КП  | КР   | Бод. |
| ------ | -------------- | ----- | ---- | ---- | --- | --- | ---- | ---- |
| Злато  | Италија        | 4     | 3    | 1    | 140 | 68  | +72  | 7    |
| Сребро | Литванија      | 4     | 3    | 1    | 92  | 69  | +23  | 7    |
| Бронза | Пољска         | 4     | 3    | 1    | 101 | 73  | +28  | 7    |
| 4.     | Француска      | 4     | 1    | 3    | 94  | 96  | -2   | 5    |
| 5.     | Швајцарска     | 4     | 0    | 4    | 42  | 163 | -121 | 4    |

| 2° место Литванија | Победник Европског првенства у кошарци за жене 1980. Италија 1° титула | 3° место Пољска |

## Састави екипа победница
| 1 | Италија   | Bruna Bertolini, Nerina Bertolini, Giovanna Bortolato, Elisa Cenci, Vittoria Ceriana Mayneri, Anita Falcidieno, Anna Maria Giotto, Pia Punter, Flaminia Theodoli, Piera Verri.                                         |
| 2 | Литванија | Stefanija Astrauskaite, Brone Didziulyte, Juze Jazbutiene, Paulina Kalvaitiene, Tatjana Karumnaite, Juze Makunaite, Stase Markeviciene, Genovaite Miuleraite, Aldona Vailokaityte, Elenora Vaskelyte                   |
| 3 | Пољска    | Halina Bruszkeiwicz, Irena Brzustowska-Proszynska, Helena Filipiak-Wozniakiewicz, Jadwiga Glazewska, Helena Gruszczynska, Edyta Holfeier-Kozlowska, Irena Jaznicka, Zdzislawa Wiszniewska-Bednarek, Helena Woynarowska |